# Drapeau de l'Alabama
 (août 2020).
Si vous disposez d'ouvrages ou d'articles de référence ou si vous connaissez des sites web de qualité traitant du thème abordé ici, merci de compléter l'article en donnant les références utiles à sa vérifiabilité et en les liant à la section « Notes et références ».
Le drapeau de l'Alabama est le drapeau officiel de l'État américain de l'Alabama. Il a été adopté par l'Article 383 de la législature de l'État de l'Alabama le 16 février 1895.
Le drapeau de l'État de l'Alabama sera une croix de saint André cramoisie sur un champ blanc. Les bras formant la croix ne devront pas faire moins de six pouces de large et doivent se prolonger diagonalement d'un bord à l'autre du drapeau. (Code 1896, §3751; Code 1907, §2058; Code 1923, §2995, Code 1940, T. 55, §5)
Une croix de saint André est une croix mise en diagonale, connue en héraldique sous le nom de sautoir. Étant donné que les bras doivent faire au moins six pouces (15,14 cm), les petites représentations du drapeau ne correspondent pas à la définition et ne peuvent donc pas être considérées justement comme des représentations du drapeau de l'Alabama.

## Origine
La croix de saint André cramoisie pourrait avoir été placée afin que le drapeau de l'Alabama ressemble au drapeau de guerre confédéré. Celui-ci est carré, parfois le drapeau de l'Alabama est représenté carré également. Cependant, même si la législature ne donne pas de proportions précises, une croix de saint André est généralement placée dans un rectangle. Les auteurs d'un article paru en 1917 dans le National Geographic affirmèrent que, puisque le drapeau de l'Alabama était basé sur le drapeau de guerre confédéré, il devrait être carré. En 1987, le bureau de l'Attorney General de l'Alabama Donald Eugene Siegelman affirma clairement que le drapeau était rectangulaire, comme il avait été montré lors de nombreuses publications et reproductions officielles. 
Le sautoir offre également au drapeau une ressemblance avec le drapeau de saint Patrick, incorporé dans le Union Flag du Royaume-Uni afin de symboliser l'union du royaume de Grande-Bretagne et du royaume d'Irlande. Cependant, il semble que le sautoir tienne son origine d'une simplification du drapeau de la Nouvelle-Espagne des Habsbourgs et du début des Bourbons (1506-1785).

## Drapeau de 1861
Le 11 janvier 1861, la Convention sécessionniste désigna comme drapeau officiel un drapeau confectionné par un groupe de femmes de Montgomery. Un côté du drapeau montrait la déesse de la liberté tenant dans sa main droite une épée sortie du fourreau et dans sa main gauche un petit drapeau frappé d'une étoile surmontée du nom « Alabama ». Les mots Independent Now and Forever (en français : Indépendant Maintenant et pour Toujours) étaient disposés en arc de cercle au-dessus de la figure. De l'autre côté, un serpent à sonnette était enroulé autour d'un plant de coton. Sous le plant, il était indiqué en latin Noli Me Tangere (en français : Ne me touche pas). Ce drapeau fut arboré jusqu'au 10 février 1861, date à laquelle il fut abîmé par les intempéries, et retiré. On ne le fit jamais flotter à nouveau.

Avers du drapeau de 1861
Revers du drapeau de 1861

## Drapeau actuel

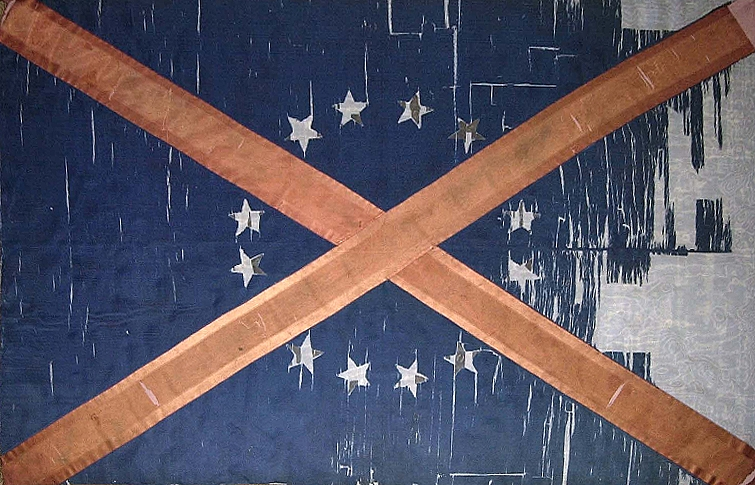
Selon Bell Allen Ross, le drapeau de Hilliard's Legion a servi d'inspiration pour la conception du drapeau de l'Alabama de John W. A. Sanford Jr's.

Des sources ont déclaré que le sautoir du drapeau de l'État de l'Alabama préserve les traits distinctifs du drapeau de bataille confédéré.

Le drapeau actuel de l'Alabama a été adopté en 1895. La législation présentée par le représentant John W. A. Sanford Jr. stipule: "Le drapeau de l'État de l'Alabama sera une croix cramoisie de Saint-André sur un champ de blanc. Les barres formant la croix ne doivent pas mesurer moins de six pouces de large et doivent s'étendre en diagonale d'un côté à l'autre du drapeau.
La croix de Saint André représente la croix sur laquelle saint André a été crucifié. Malgré cela, le drapeau est encore souvent représenté comme étant carré, même dans les publications officielles du gouvernement fédéral américain.
La législation qui a créé le drapeau de l'État ne précisait pas que le drapeau devait être carré mais définissait la largeur des barres de la croix. En 1987, le bureau du procureur général de l'Alabama, Don Siegelman, a déclaré dans une lettre que la forme appropriée du drapeau de l'État était rectangulaire, comme il avait été représenté à de nombreuses reprises dans des publications officielles et des reproductions. Malgré cela, le drapeau est encore souvent représenté comme étant carré, même dans les publications officielles du gouvernement fédéral américain.
Le sautoir du drapeau de l'Alabama ressemble le plus au sautoir du drapeau de la Floride, dérivé de la croix espagnole de Bourgogne. Le sud de l'Alabama faisait à l'origine partie de la Floride espagnole et par la suite de la Floride occidentale.
L'Alabama a adopté son drapeau en 1895, cinq ans plus tôt que la Floride.

## Théories sur l'origine
Aucun document dans les archives législatives n'indique que le drapeau était destiné à commémorer la Confédération. En 1900, le Montgomery Advertiser a rapporté que le drapeau était « un souvenir et une suggestion du drapeau de bataille confédéré ». En 1906, le Birmingham Age-Herald a publié un article qui déclarait que le drapeau de l'État de l'Alabama « n'a pas d'histoire tissée dedans ».
Quelques décennies après l'adoption du drapeau, plusieurs sources ont déclaré que le dessin était tiré du drapeau Confédéré. Thomas M. Owen, le premier directeur du Département des Archives et de l'Histoire de l'Alabama, a écrit en 1915 que le parrain du projet de loi sur le drapeau et le reste de la législature avaient l'intention de « préserver, sous une forme permanente, certaines des caractéristiques les plus distinctives du drapeau de bataille confédéré ». Les auteurs d'un article de 1917 dans National Geographic ont exprimé leur opinion que le drapeau de l'Alabama était basé sur le drapeau de bataille confédéré. En 1924, Bell Allen Ross, membre des Filles de la Confédération, a déclaré que John W. A. Sanford Jr. a modelé sa conception du drapeau de l'Alabama sur le drapeau de bataille utilisé par son père, John W. A. Sanford commandant le régiment de Hilliard's Legion. La conception de Sanford était destinée à préserver certaines des caractéristiques distinctives du drapeau de bataille confédéré, en particulier la croix de Saint Andrews.[16] La lettre du procureur général de l'Alabama, Don Siegelman, en 1987, mentionnait également que le drapeau était calqué sur le drapeau de combat du 60e régiment d'infanterie de l'Alabama de Sandford.
Certains commentateurs ont interprété le sautoir rouge comme une commémoration des contributions de l'Alabama à la Confédération, puisque le drapeau a été adopté pendant une période de promotion de la « Cause perdue des États confédérés d'Amérique » de la culture du Sud d'avant-guerre,. D'autres anciens États esclaves confédérés, à commencer par le Mississippi, et suivis de la Floride, avaient également adopté de nouveaux drapeaux d'État à peu près au même moment où ils privaient les Afro-Américains de leurs droits et adoptaient des lois établissant la ségrégation Jim Crow.
Mais d'autres commentateurs contemporains, tels que Steve Murray, directeur du Département d'histoire et d'Archives de l'Alabama, pensent que les origines du drapeau ne sont pas claires. Selon Murray, les connexions du drapeau avec le drapeau de combat sont minces et basées sur des suppositions. Murray a dit : « Je conclurais que s'ils voulaient évoquer le drapeau de bataille confédéré, ils auraient été plus explicites à ce sujet soit dans la conception qui aurait pu ressembler plus étroitement au drapeau confédéré ». Murray a également noté que l'Alabama aurait peut-être voulu approuver un nouveau drapeau d'État pour se préparer à une exposition à Atlanta, en Géorgie, plus tard cette année-là.

## Drapeau du gouverneur
Le drapeau du gouverneur de l'Alabama est une variante du drapeau de l'État. Dans la partie supérieure, le drapeau affiche les armoiries de l'État. La partie inférieure contient la crête militaire de l'État, qui se compose d'une plante de coton en pleine floraison.

Drapeau du gouverneur.

## Galerie
Cette galerie présente quelques drapeaux qui pourraient avoir influencé la composition du drapeau de l'Alabama.

Drapeau de Saint Patrick, incorporé dans le Union Flag.
Drapeau de la Nouvelle-Espagne.